# Gare de Torp
Pour les articles homonymes, voir Torp.
Vous lisez un « bon article » labellisé en 2015.
La gare de Torp, aussi connue sous le nom de Sandefjord Lufthavn Stasjon et plus rarement Råstad stasjon, est une halte ferroviaire norvégienne, située dans la commune de Sandefjord. Après un premier essai non concluant dans les années 1950, il faut attendre 2007 pour que le projet de gare desservant l'aéroport de Sandefjord soit relancé. Inaugurée en janvier 2008, la halte, qui fait face à l'ancienne gare de Råstad, est la troisième gare en Norvège créée spécialement pour desservir un aéroport.
La gare de Råstad/Torp est assez représentative de l'histoire du chemin de fer norvégien. La gare de Råstad, mise en service en 1881, est une gare ancienne à l'image de nombreuses gares construites à l'époque. Restaurée, transformée en musée, elle s'inscrit, à l'instar d'autres gares norvégiennes, dans une volonté de conservation du patrimoine ferroviaire.
Les anciennes haltes alentour montrent aussi l'évolution du chemin de fer : fermeture de haltes bien trop proches les unes des autres au cours des années 1970. La première halte ferroviaire nommée Torp flyplass, malgré son échec et son existence assez courte, montre également une volonté de modernisation et d'organisation des différents types de transports en commun. Enfin, la halte actuelle, par sa simplicité et par son efficience montre que ce souci est toujours d'actualité.

## Situation ferroviaire
Établie à 38 mètres d'altitude, la gare de Torp est située au point kilométrique (PK) 135,10 de la ligne du Vestfold, soit à autant de kilomètres depuis la gare centrale d'Oslo car, en Norvège, à quelques exceptions, les points kilométriques sont calculés à partir de la gare centrale d'Oslo. Elle est implantée entre les gares ouvertes de Stokke et de Sandefjord. De nombreuses gares fermées la séparent de ces deux gares ouvertes : elles sont présentées dans le tableau ci-dessous.
| Arrêts        | Dates       | PK                        |
| ------------- | ----------- | ------------------------- |
| Stokke        | 1881        | 128.24                    |
| Stavnum       | (1928/1978) | 132.17                    |
| Torp flyplass | (1953/1970) | 132.67                    |
| Tue           | (1929/1978) | 133.31                    |
| Råstad        | (1881/1978) | 134.97                    |
| Torp          | (2008)      | 135.1                     |
| Mjølløst      | (1929/1942) | 136.10 (antérieur à 1957) |
| Unneberg      | (1928/1978) | 136.69                    |
| Gokstad       | (1929/1978) | 137.56                    |
| Hosle         | (1929/1978) | 138.45                    |
| Sandefjord    | 1881        | 139.52                    |

## Histoire
Du kilomètre 132,17 au kilomètre 135,10 où se situe l'actuelle halte ferroviaire, il y eut de nombreux arrêts qui expliquent les différents noms portés par la halte.

### La gare de Råstad
Le 7 décembre 1881, la gare de Råstad (orthographié Raastad jusqu'en avril 1921) est mise en service. Elle faisait alors partie de l'ancienne commune de Sandar.

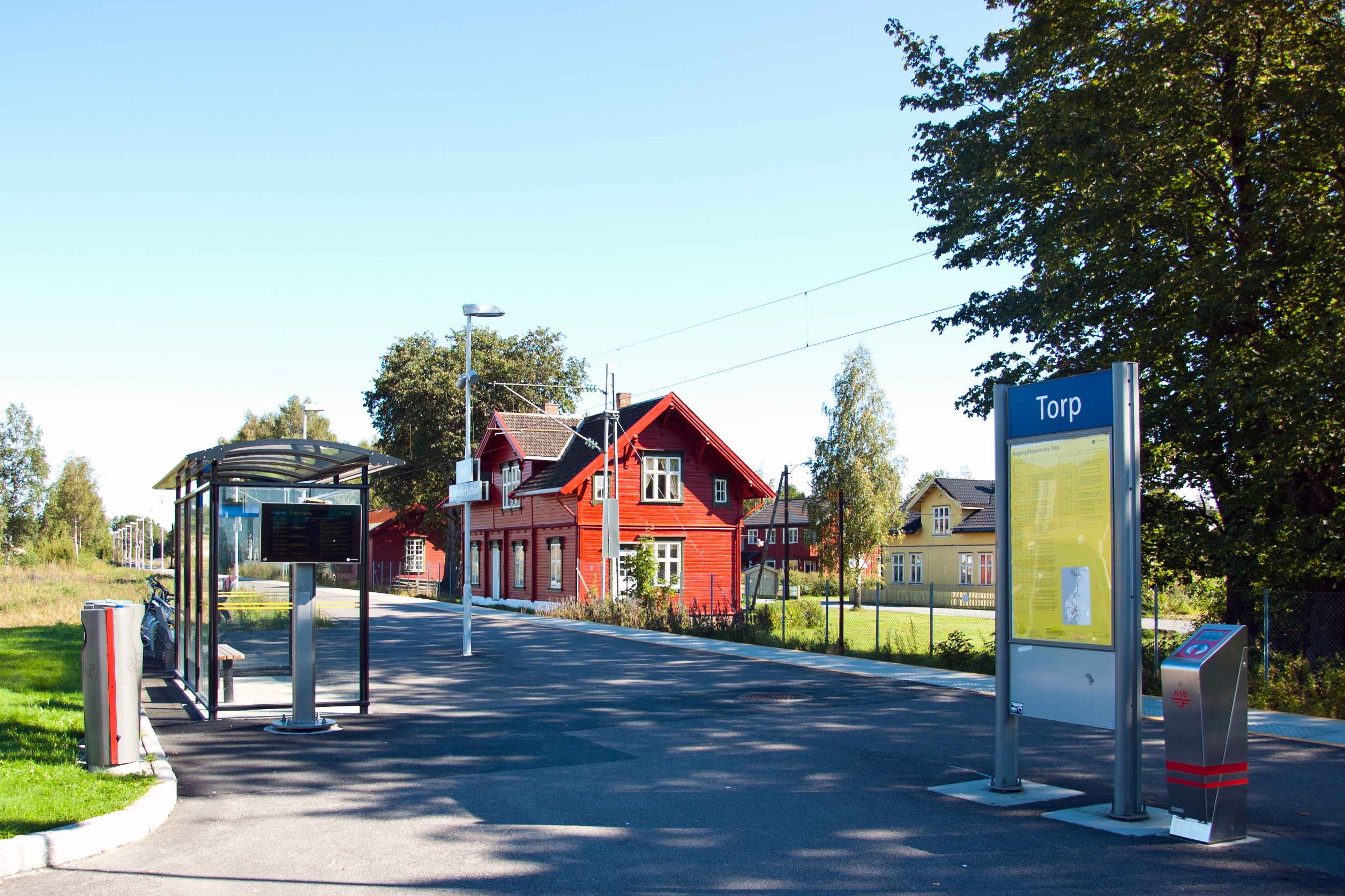
La nouvelle halte et l'ancienne gare de Råstad (le bâtiment rouge).

Située au PK 134.97, elle est l'œuvre de l'architecte norvégien Balthazar Lange : le quai était alors en bois et la gare possédait sa propre halte de marchandises. Le 1er juillet 1910 un évitement est mis en place. En 1969-1970 il est prolongé mais il est finalement supprimé le 15 septembre 1971 en raison de l'automatisation de la signalisation. Le 1er octobre 1971, la gare est rétrogradée au statut de halte ferroviaire et ne compte plus de personnel jusqu'à sa fermeture définitive le 28 mai 1978.
En 1990, la gare est rachetée. L'association des Amis de la gare de Råstad (en norvégien : Råstad Stasjons Venner) se consacre à rénover les bâtiments et rendre à l'intérieur l'aspect qu'avait la gare dans les années 1950 : salle d'attente, pièce réservée au télégraphiste et l'appartement du chef de gare à l'étage. La gare est devenue un musée où il est possible de voir comment fonctionnait une gare en Norvège jusqu'au milieu des années 1970,.
Depuis 2004, l'association organise chaque automne une journée porte ouverte qui est devenue un rendez-vous populaire avec des découvertes d'activité comme la draisine de loisir,,.

### La première halte
Une première halte appelée Torp flyplass avait été construite afin de desservir l'aéroport. Mise en service le 3 décembre 1953 et située au PK 132.67, elle est fermée quelques années plus tard, le 31 mai 1970. Cette fermeture est certainement liée non seulement à l'éloignement, certes relatif, de l'aéroport, comparé à l'emplacement de la halte actuelle; mais plus encore à la proximité de deux autres haltes ferroviaires : Stavnum holdeplass, située au kilomètre 132,17, mise en service le 20 juillet 1928 et fermée le 28 mai 1978 et Tue holdeplass (orthographiée alors Thuve ou aussi Thue jusqu'en novembre 1932, date à laquelle la place s'est appelée Tue), située au kilomètre 133,31, mise en service le 1er juillet 1929 et fermée le 28 mai 1978.

### La nouvelle halte

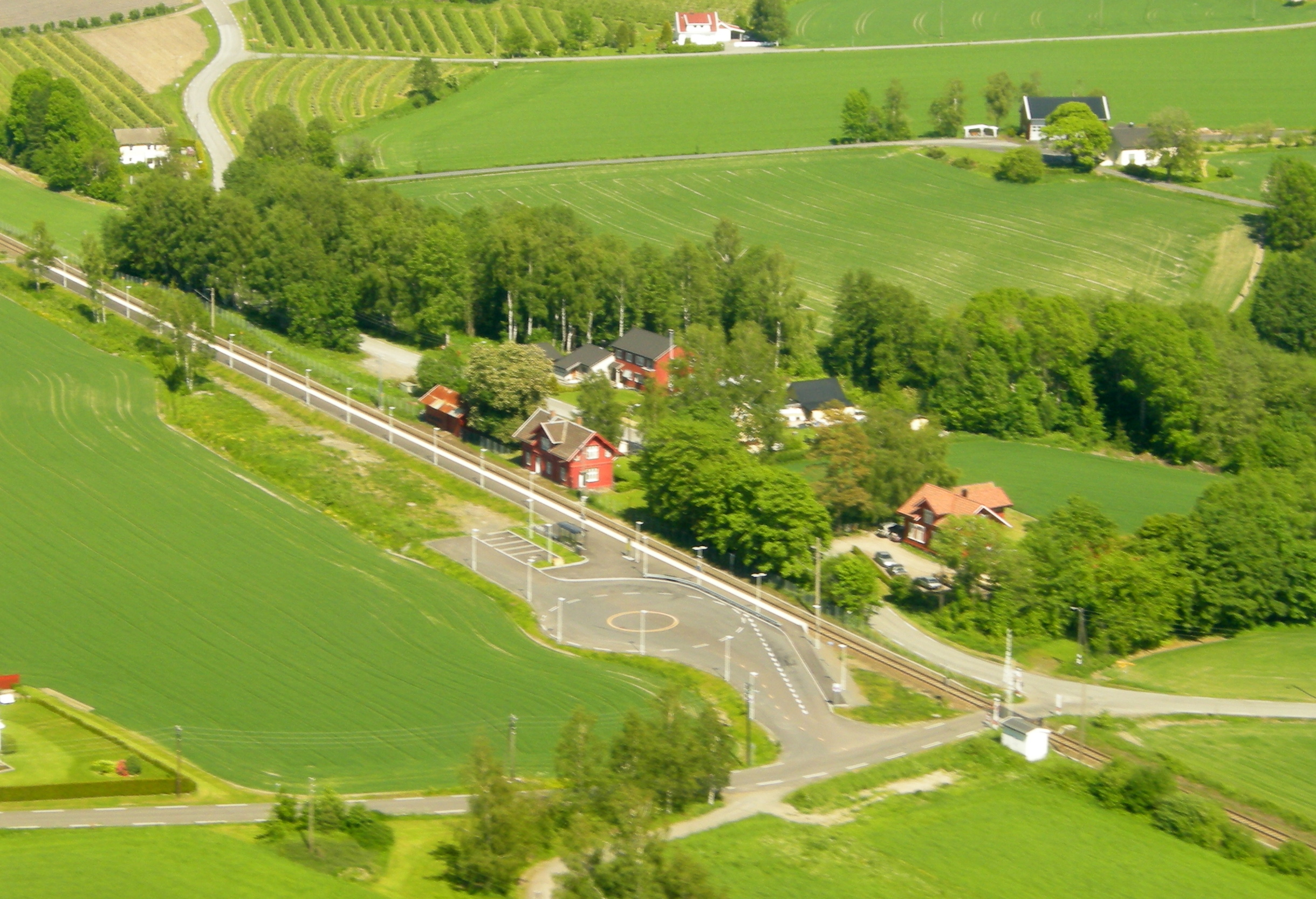
La halte et la gare de Råstad vues du ciel (2009).

La nouvelle halte a été construite très rapidement : le 19 avril 2007, décision est prise par 6 voix contre 5, sur le plan politique et régional, de construire une nouvelle halte afin de desservir l'aéroport. Le comté de Vestfold annonce être prêt à avancer jusqu'à 7 millions de couronnes avec retour sur investissement en 2012. Pour autant, rien n'est encore acté que ce soit pour l'emplacement ou le financement, il est juste prévu qu'une étude soit réalisée pour le mois de janvier 2008.
Les choses s'accélèrent durant l'été et l'automne : un travail collégial entre la Jernbaneverket, la NSB, Statens vegvesen, l'aéroport de Sandefjord et Vestviken kollektivtransport A/S permet de signer le contrat avec l'entrepreneur Arne Olav Lund A/S qui commence les travaux le 12 novembre 2007. Dix semaines plus tard, la halte est prête à être mise en service. Se font face désormais deux gares que 127 ans séparent : la gare de Råstad établie à l'est de la voie et la halte de Torp établie à l'ouest.
Dans la matinée du 21 janvier 2008, la nouvelle halte est officiellement inaugurée par le président du Vestfold : Per-Eivind Johansen. Un parking, suffisamment grand pour que les bus puissent faire demi-tour, et le quai de la halte, long de 250 mètres, sont prêts. Il ne manque que l'aubette qui sera installée quelques semaines plus tard. À l'aéroport, un moniteur est déjà installé indiquant les horaires d'arrivée et de départ des trains. La halte, qui aura coûté entre 7 et 8 millions de couronnes (soit entre 760 et 870 mille euros), devient la troisième gare de Norvège construite spécialement pour desservir un aéroport, la première étant la gare de Gardermoen qui dessert l'aéroport d'Oslo-Gardermoen - le plus important du pays, la seconde étant la gare de Værnes qui dessert l'aéroport de Trondheim Værnes.
Le 16 mai 2008, la veille de la fête nationale, le 20 000e passager de la halte est enregistré, ce qui donne lieu à une petite cérémonie. Les chiffres montrent que la fréquentation de la halte est supérieure à 100 000 personnes/an,.
Pour ce qui est du long terme, il est prévu de créer un nouveau terminal aéroportuaire plus à l'est dans lequel serait intégré une nouvelle gare. Pour cela, il faut d'abord le doublement des voies entre Stokke et Sandefjord.

## Service des voyageurs

### Accueil
Halte voyageurs à entrée libre, elle dispose d'une aubette. Les billets peuvent être achetés près des contrôleurs ou à l'aéroport.

### Desserte

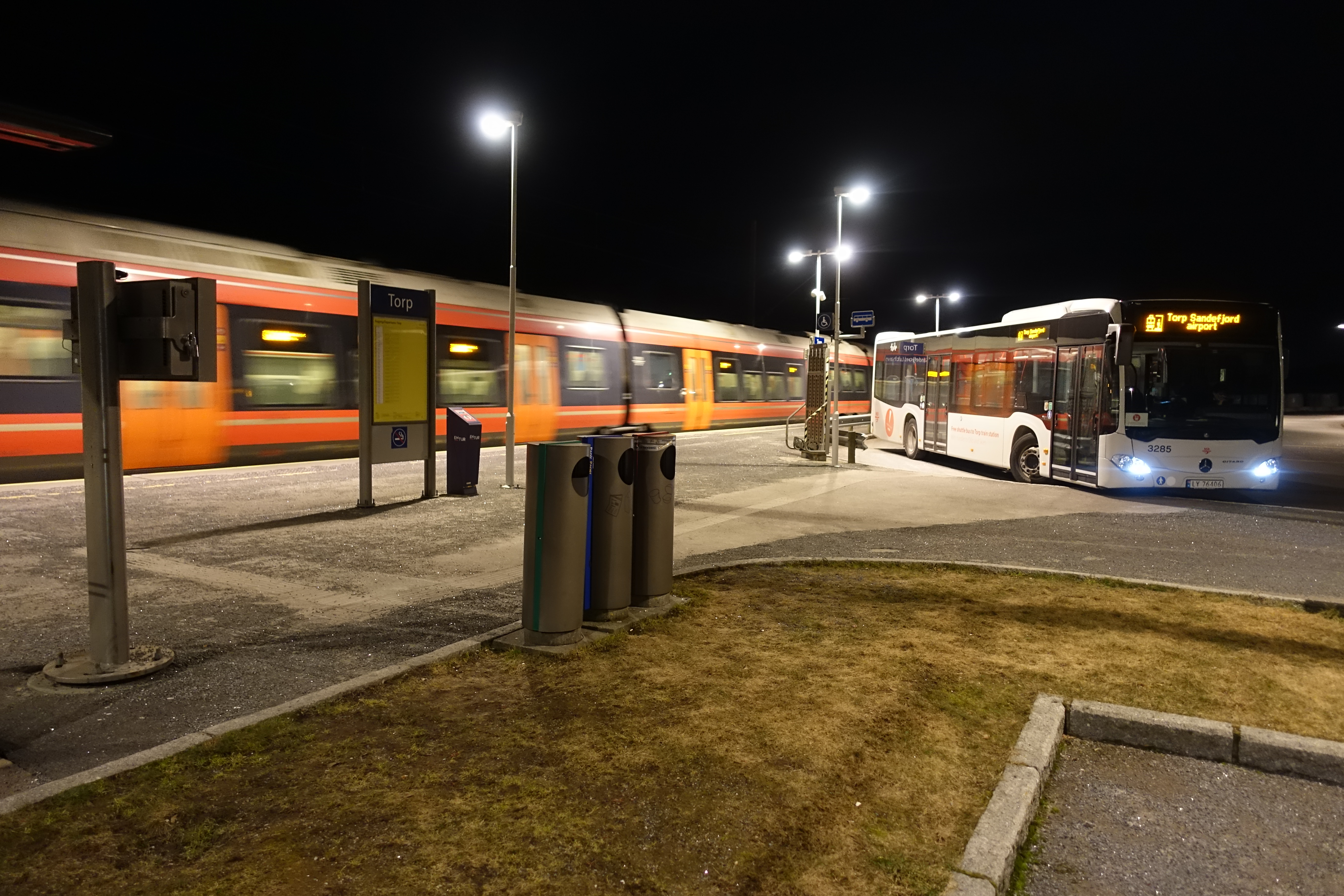
Le bus pour l'aéroport attendant que les voyageurs descendent du train.

Torp est desservie par la ligne régionale R11 qui relie Skien à Oslo et Eidsvoll à raison d'un arrêt toutes les heures en provenance de Skien et d'Oslo.

### Intermodalité
Un parking pour les véhicules (4 places) y est aménagé.
Des bus font la navette jusqu'à l'aéroport pour chacun des trains s'arrêtant à la halte et ce durant les heures d'ouverture de l'aéroport. Le prix de la navette est inclus dans le prix du billet de train et la durée du trajet entre la halte et l'aéroport est d'environ quatre minutes, chaque bus partant environ 8 minutes après l'arrivée du train en direction de l'aéroport et arrive environ 8 minutes en gare avant l'arrivée du train.